# マリオ・ルイ
マリオ・ルイ・シウヴァ・ドゥアルテ（Mário Rui Silva Duarte，1991年5月27日 - ）は、ポルトガル・セトゥーバル県シーネス出身のサッカー選手。ポルトガル代表。ポジションはDF（左サイドバック）。

## 経歴

### クラブ
地元シーネスのヴァスコ・ダ・ガマ・シーネスのユースチームでキャリアをスタート。スポルティングCPやSLベンフィカを経て、2010-11シーズンにレンタル先のCDファティマ（当時2部）でトップチームデビュー。25試合に出場し1得点を挙げた。
2011年夏にはイタリア・セリエAのパルマFC（当時）に移籍。パルマでは2シーズンで出場機会はなく、すぐにセリエBのASグッビオ1910へレンタル移籍した。グッビオではプレースキッカーを担当するなど31試合に出場し2得点を挙げた。2012-13シーズンはスペツィア・カルチョにレンタル移籍し、23試合に出場した。
2013年6月28日、移籍金55万ユーロの共同保有でエンポリFCへ移籍。マウリツィオ・サッリ監督の下、不動のレギュラーとして26試合に出場、エルセイド・ヒサイ、ロレンツォ・トネッリ、ダニエレ・ルガーニと強力な4バックを形成し、エンポリの6シーズンぶりのセリエA復帰に貢献した。2014年6月にはエンポリがパルマから残り半分の保有権も買い取った。2014年8月31日のウディネーゼ・カルチョ戦でセリエAデビュー。2014-15シーズンは34試合に出場、エンポリはほとんど降格圏に落ちることなく残留した。
2016年7月8日にASローマへ買い取りオプション付きのレンタルで移籍。レンタル料は300万+150万ユーロで、買い取りオプション行使時の移籍金は600万ユーロ。しかしプレシーズンに膝前十字靭帯を断裂し、2017年1月19日のコッパ・イタリア5回戦UCサンプドリア戦で移籍後初出場。エメルソン・パルミエリとのポジション争いにも敗れ、2016-17シーズンは全9試合の出場に終わった。
2017年7月13日に買い取り義務付きのレンタルで、エンポリ時代の監督であったサッリが監督を務めるSSCナポリへ移籍。レンタル料は375万ユーロで、買い取り時の移籍金は550万+ボーナス100万ユーロ。ヒサイ、トネッリとは再びチームメイトとなった。左サイドバックのレギュラーであったファウジ・グラムの長期離脱で出場機会を得ると、2018年2月10日のSSラツィオ戦でセリエA初ゴールを挙げた。

### 代表
世代別のポルトガル代表として、2011年のトゥーロン国際大会や2011 FIFA U-20ワールドカップに出場した。
2017年8月19日にワールドカップ予選フェロー諸島戦、ハンガリー戦に向けたメンバーに選出され、A代表に初めて招集された。2018年3月26日のスイスとの親善試合でA代表デビュー。

## 代表歴

### 出場大会
- ポルトガル代表
  - 2018 FIFAワールドカップ

### 試合数
- 国際Aマッチ 12試合 0得点（2018年-2022年）[15]

| ポルトガル代表 | 国際Aマッチ | 国際Aマッチ |
| 年             | 出場        | 得点        |
| -------------- | ----------- | ----------- |
| 2018           | 8           | 0           |
| 2019           | 1           | 0           |
| 2020           | 2           | 0           |
| 2021           | 0           | 0           |
| 2022           | 1           | 0           |
| 通算           | 12          | 0           |

## タイトル

### クラブ
ナポリ
- コッパ・イタリア：2019-20
- セリエA：2022-23

### 代表
- UEFAネーションズリーグ：2018-19